# Laura Spelman Rockefeller
Laura Celestia Spelman Rockefeller (* 9. September 1839 in Wadsworth, Ohio; † 12. März 1915 in Pocantico Hills, Tarrytown, New York) war die Ehefrau von John Davison Rockefeller.

Laura Spelman Rockefeller als junge Frau

John D. Rockefeller in jüngeren Jahren

Forest Hill in Cleveland

Cleveland Baptist Church 1909

## Jugend
Laura Celestia, in der Familie „Cettie“ genannt, war die jüngere von zwei Töchtern. Ihre Eltern, Harvey Buel Spelman und Lucy Henry Spelman, waren von Massachusetts nach Ohio gekommen und betrieben in Cleveland ein Kurzwarengeschäft. Ihr Vater half bei der Gründung einer freikirchlichen Gemeinde, war Mitglied im Gemeinderat und half ehemaligen Sklaven bei der Flucht nach Kanada (Abolitionisten-Bewegung). Die Mutter war in der Anti-Alkoholiker-Bewegung und in der Kirche tätig, wo ihre Töchter ihr bald halfen.
Nach dem Besuch der Central High School wurden die beiden Mädchen zur Ausbildung im April 1858 an das Oread Collegiate Institute in Worcester (Massachusetts) geschickt, da beide Lehrerinnen werden wollten. Nach ihrer Rückkehr 1859 wollte Cettie eine Musikschule aufmachen, die aber keinen Erfolg hatte. Ihre Schwester Lucy hatte eine Anstellung in einer öffentlichen Schule gefunden, und Cettie half dort mit Vertretungen aus, bis sie 1860 eine Festanstellung an der Hudson Street School erhielt. Sie liebte ihren Beruf und war eine sehr gute Lehrerin, so dass sie mit nur 22 Jahren Assistentin der Schulleitung wurde. In ihrer Freizeit arbeitete sie in der Kirchengemeinde und spielte Klavier. Im gleichen Jahr begann John Davison Rockefeller, ihr den Hof zu machen. Wie aus dessen Kassenbuch hervorgeht, schenkte er ihr Blumensträuße und Romane und im April 1864 den Verlobungsring. Cettie wurde Mitglied der Baptistengemeinde.

## Ehefrau und Mutter

Die vier Rockefeller-Kinder 1885 – Ein Photo der mit 13 Monaten verstorbenen Alice ist rechts oben zu sehen

John und Laura heirateten am 8. September 1864, am Vortag ihres 25. Geburtstags. Ihre Hochzeitsreise führte sie zu den Niagarafällen, nach Kanada und New England. Zurück in Cleveland kauften sie ein einfaches Haus neben dem von Johns Eltern, die vor kurzem in die Stadt gezogen waren. Ihr erstes Kind, Elizabeth, wurde am 23. August 1866 geboren. Die junge Rockefeller-Familie war glücklich, gesund und wurde sehr schnell reich. John hatte 1867 seine erste Firma gegründet mit Rockefeller, Andrews & Flagler. Am 10. Januar 1870 entstand aus diesem Unternehmen die Standard Oil Company.
Die Familie wuchs. Eine zweite Tochter, Alice, wurde am 14. Juli 1869 geboren, starb aber nach 13 Monaten. Es folgten zwei weitere Töchter, Alta 1871 und Edith 1872. Am 29. Januar 1874 wurde ihr Sohn geboren, den sie John Davison Jr. nannten.
Als die Familie größer wurde, kauften die Rockefellers 1868 ein Haus in der Euclid Avenue, die später als „Millionärsmeile“ bezeichnet wurde. Fünf Jahre später erwarb John ein größeres Anwesen mit Blick auf den Eriesee. Das riesige weiße Gebäude wollte er in ein Sanatorium oder Hotel verwandeln, aber beide Pläne blieben erfolglos. Im Jahr 1880 wurde das Sanatorium zunächst als privater Club genutzt, ein Jahr später wurde es in ein Sommerhaus für die Familie umgebaut, das sie Homestead bzw. „Forest Hill“ nannten. Die Familie nutzte das Haus von Juni bis Mitte September jedes Jahr (auch als sie 1884 nach New York zogen) bis zum Tod von Laura 1915. Im Jahr 1917 brannte das Haus bis auf die Grundmauern nieder.

## Familie und Kirche
Der Tag der Familie begann um 7.30 Uhr mit einem Gebet und während des Frühstücks wurde aus der Bibel vorgelesen. Das Essen war einfach und gesund. Ihr Leben war einfach, fast spartanisch. Neben ihren Schularbeiten hatten die Kinder auch am Klavier zu üben. Es wurde Mithilfe bei der Arbeit von ihnen erwartet, und jedes Kind hatte ein eigenes Beet im Gemüsegarten. Als die Kinder älter waren, schlug der Vater vor, jedem ein Fahrrad zu kaufen. Die Mutter verweigerte dies und schlug stattdessen vor, nur ein Fahrrad zu kaufen, damit die Kinder teilen lernten. Ihr gesellschaftliches Leben war die Kirchengemeinde der Euclid Avenue Baptist Church, und die Kinder mussten einen Teil ihres verdienten Geldes spenden. Sie traten der Temperenzler-Bewegung bei, die ihre Mutter unterstützte, und als Jugendliche unterschrieben sie ein Gelöbnis auf totale Abstinenz.
Laura unterrichtete weiterhin in der Sonntagsschule. Die Bindung zu ihrer Familie war nach wie vor eng. Ihre Schwester Lucy hatte ihr Lehramt aufgegeben und wohnte bei Laura in der Euclid Avenue. Als ihr Vater 1881 starb, zog ihre Mutter zu der jungen Familie, bis auch sie 1897 verstarb.
Die 1871 erbaute Euclid Avenue Baptist Church wurde auch „Mr. Rockefeller’s Church“ genannt, weil er dort 1854 durch Taufe in die Gemeinde aufgenommen worden war – damals noch Erie Street Baptist Church – diese schon in jungen Jahren durch Spendenaufrufe unterstützt hatte und weiterhin großzügig unterstützte. Er war 1883 Treuhänder und von 1872 bis 1905 Leiter der Erie St. Church Sunday School, in der auch Laura unterrichtete.

## Wohltätigkeit in Cleveland

Der Rockefeller Park in Cleveland, Ohio

Nicht nur durch den Petroleum-Boom, sondern auch durch Eisen- und Stahlwerke, Elektrizität- und Maschinenindustrie war Cleveland von 43.400 Einwohnern 1860 auf 381.000 im Jahr 1900 angewachsen. Viele Einwanderer aus Europa zog es in die Stadt. Vielerorts herrschte dadurch Not, und die Rockefellers unterstützten neben der Kirche viele der Wohltätigkeitsorganisationen:
- Westerm Reserve Historical Society[3]
- Early Settlers Assn. of the Western Reserve[4]
- Young Men’s Christian Association[5]
- The Ragged School (später Industrial School and CHILDREN'S AID SOCIETY),[6]
- Bethel Union[7]
- Woman's Christian Temperance Union, Non-Partisan, of Cleveland[8]
- Visiting Nurse Assn. of Cleveland (VNA) Zuerst nur ein Besuchsdienst, später Ausbildung zur Pflegerin[9]
- DORCAS Invalids' Home mit Dorcas Society, die von 14 Damen der Gesellschaft 1867 gegründet wurde[10]

## Spelman College in Atlanta
Zwei ehemalige Lehrerinnen von Laura Spelman aus dem Oread College, Sophia B. Packard und Harriet E. Giles, hatten 1881 das „Atlanta Baptist Female Seminary“ für schwarze Frauen im Untergeschoss der Friendship Baptist Church gegründet. Als Packard und Giles die Rockefellers bei einer Kirchenkonferenz der Baptisten in Cleveland trafen, gaben ihnen diese das Geld für den Ankauf eines 9 Morgen (36.000 m²) großen Geländes, auf dem ehemalige Baracken der Soldaten der Union aus dem Bürgerkrieg standen. 1884 wurde der Name „Spelman Seminary“ urkundlich eingetragen zum Dank und zu Ehren von Mrs. Laura Spelman Rockefeller und ihren Eltern. Es gehört zu den ältesten Historischen afro-amerikanischen Colleges (HBCU).
1886 wurde die „Rockefeller Hall“ eingeweiht. 1888 wurde Henry L. Morehouse, ein Pastor und Vertrauter von John D. Rockefeller, der erste Präsident des Board of Trustees. 1917 wurde die nach Rockefellers Tochter benannte „Bessie Strong Hall“ eingeweiht, und 1918 folgte das „Laura Spelman Rockefeller Memorial Building“ für die Ausbildung von Hauswirtschaftslehrerinnen. 1924 wurde der Name in „Spelman College“ geändert. Es gehört heute zum Atlanta-University-Center-Consortium.

## In New York

Mrs. J. D. Rockefeller

John arbeitete nun auch viel in New York. Laura und die Kinder fuhren über die Wintermonate nach New York und lebten in einem Hotel. 1884 konnten sie aber ein eigenes Haus in 4 West 54th Street beziehen. Mitte Oktober bis Ende Mai lebte die Familie in New York, dann ging es zurück nach Cleveland, und sie blieben einige Wochen in ihrem Haus an der Euclid Avenue, bis sie dann für den Sommer hinauf nach Forest Hill zogen. Vor der Rückreise nach New York wohnten sie wiederum zwei Wochen in der Euclid Avenue.
In diesen Jahren bereiste die Familie Amerika und auch Europa. Überall suchten sie eine kleine Kirche für ihren sonntäglichen Gottesdienst auf. Auch in New York hatten sie ihre Kirche, die Park Avenue Baptist Church (heute Central Presbyterian Church), dessen Pastor G. O. King Johns Berater in Wohltätigkeitsfragen wurde.

## Die Häuser in Lakewood und Pocantico Hills
Nachdem die Rockefellers mit Tochter Bessie und deren Ehemann Charles A. Strong 1898 Ferien in Lakewood, Ocean County, New Jersey gemacht hatten, begann John um 1901 über eine ortsansässige Firma Land zu kaufen, damit sein Name damit nicht in Verbindung gebracht wurde. 1903 besaß er 330 Morgen (1,3 km²), einschließlich 98 Morgen (400.000 m²) Land vom Ocean County Hunt and Country club, der das Herz des Rockefeller-Lakewood-Landsitzes bildete, und bei dem es sich um einen Golfclub handelte. Wie einer ihrer Söhne berichtete, hatte sowohl John als auch Laura das Golffieber gepackt. Hier konnten beide ihren Lieblingsbeschäftigungen nachgehen, dem Golfspiel und der Gartenarbeit. Sie stellten einen Verwalter ein, der sich um das Anwesen kümmerte. Bis zum Frühjahr 1910 hatte Rockefeller seinen Grundbesitz auf fast 603 Morgen ausgeweitet. Auch ein See, der Lake Shenandoah, gehörte dazu. Durch die Abgeschiedenheit fühlten sie sich hier vor der Öffentlichkeit geschützt.
In Lakewood hatten sie einen Bauernhof mit Schafen und Kühen aufgebaut, deren Milch sie verkauften.
1886 hatte sich Johns Bruder William Bartlett’s Castle gekauft, dieses abgerissen und sein Rockwood Hall völlig neu erbaut. Auch John gefiel die hügelige Gegend mit Blick auf den Flusslauf des Hudson, und 1893 hatte auch er Land in den Pocantino Hills, nur einige Meilen von Manhattan entfernt, gekauft. Darauf stand bereits ein Haus, das sie sich einrichteten. Am 17. September 1902 brannte es ab, und sie zogen in ein weiteres, bereits vorhandenes Haus. Erst 1904 ließ John es zu, dass sein Sohn Architekten mit dem Bau eines Landhauses beauftragte, das dem Reichtum des Vaters angemessen erschien. Der Landschaftsarchitekt William Welles Bosworth wurde mit der Gestaltung der Gärten beauftragt.
Laura war gerne dort, und sie nannten es „Kykuit“ (holländisch: Kiekut). Das Gelände war so riesig, dass sich John Junior eine Viertelmeile entfernt Abeyton Lodge für seine Familie baute.

John und Laura entsteigen 1911 einem Zug

## Letzter Besuch in Cleveland
Im Oktober 1913 erkrankte Laura, als sie sich in „Forest Hill“ aufhielt, und erholte sich erst wieder Ende Februar 1914. Auch Rockefeller war am 1. Februar in "Forest Hill", am Tag der Steuerlisten in Ohio. Die Cuyahoga County Steuerkommission nutzte die Gelegenheit, um die Steuer zu erhöhen, und versuchte, auf das gesamte Grundeigentum der Rockefellers Steuern einzuziehen, wo immer es sich auch befand, auch wenn dieser dafür bereits in New York Steuern zahlte. Diese strittige Forderung wurde später von Anwälten geklärt. Laura sah jedoch Forest Hill nie wieder. 1917 wurde das Haus durch ein Feuer gänzlich zerstört.
Laura hatte nun gesundheitliche Schwierigkeiten und war Halb-Invalidin. Am 8. September 1914, einen Tag vor Lauras 75. Geburtstag, feierten sie ihre Goldene Hochzeit in Pocantino. Alle Kinder, bis auf Bessie, die 1906 in Frankreich verstorben war, erschienen mit den Enkelkindern zum Festtagsdinner. „Ich habe immer nur eine Liebste gehabt“, sagte John, „und ich bin dankbar, dass ich sie noch habe.“
Laura starb am 12. März 1915 in Pocantino an einem Herzanfall. Die Nachricht erreichte John in Florida, wo er sich mit Sohn und Schwiegertochter aufhielt. Die Trauerfeier fand drei Tage später im Familienkreis und mit engen Freunden statt. Beerdigt wurde sie auf dem Forest-Hill-Friedhof in Cleveland, wo auch John Davison Rockefeller 22 Jahre später seine letzte Ruhe fand.

## In Memoriam Laura Spelman Rockefeller

Rockefeller Familiengrab in Cleveland 1937 mit Obelisk

### Laura Spelman Rockefeller Memorial Fund
Im Oktober 1918 gründete John eine Stiftung zum Andenken an seine Frau Laura. Das Stiftungskapital betrug $2,5 Mio.
Die Stiftung machte sich die „Förderung des Wohls von Frauen und Kindern weltweit“ zur Aufgabe. In den 1920er Jahren wurde sie zu einem der großen amerikanischen Unterstützer der angewandten sozialwissenschaftlichen Forschung an fünf ausgewählten Universitäten mit Schwerpunkt auf die frühkindliche Entwicklung.
In New York unterstützte die Stiftung die Arbeit auf dem Gebiet der Kindererziehung, zwischenmenschlichen Beziehungen, Gesundheit, Religion und dem Sozialwesen. Als die Rockefeller-Stiftungen 1929 neu organisiert wurden, wurde der Memorial Fund in die Rockefeller-Stiftung eingegliedert.

### Laura Spelman Rockefeller Memorial Turmglockenspiel der Riverside Kirche
Das Glockenspiel wurde bereits 1925 in der Park Avenue Baptist Church installiert und war damals schon das größte der Welt mit 53 Glocken und einer Bourdon von 9 t. John Rockefeller jr. schenkte es der Kirche zur Erinnerung an seine Mutter. Es wurde 1930 beim Umzug in die neu erbaute Riverside Church wieder installiert und erweitert. Nunmehr bestand es aus 74 Bronzeglocken, deren größte, die Stundenglocke (Bourdon), 18 t und die kleinste 4,5 kg wog. Die Stundenglocke war die größte und schwerste Glocke, die jemals gegossen wurde. Das Gewicht aller Glocken betrug 91 t. Sie wurden von Gillett & Johnston Foundry in England gegossen und in die USA verschifft. Der Laura Spelman Rockefeller Memorial Carillon erhebt sich 119 m hoch über der Straße. Er ist mit einer Beobachtungsplattform ausgestattet, sowohl für das Glockenspiel als auch für einen 360-Grad-Rundblick über die Stadt und das Hudson-Tal.

### Laura Spelman Rockefeller Halls an der Princeton University
Lauras Enkel, Laurance S. Rockefeller, unterstützte maßgeblich mit $4 Mio. den Bau von 58 Appartements für 220 Studentinnen, nachdem 1969 an der Princeton University erstmals Frauen zum Studium zugelassen worden waren. Der Architekt Ieoh Ming Pei entwarf acht miteinander verbundene drei- und vierstöckige Gebäude mit 52 Wohnungen mit den üblichen vier Wohn-Studierzimmern sowie sechs Appartements mit einem zusätzlichen Schlafzimmer. Damit wurden zum ersten Mal auch Wohnungen für verheiratete Studenten eingeplant. Auf einer Etage befanden sich zwei Einheiten mit 4-Schlaf-Studierzimmern, jede mit einer Galerie, von der aus die Schlafzimmer, eine Gemeinschaftsküche, das Badezimmer und der Wohn- und Essensbereich zugänglich waren. Es gab Wäscherei- und Abstellräume, eine Eingangshalle und Aufenthaltsräume. Sie wurden von 1971 bis 1973 gebaut und „Laura Spelman Rockefeller Halls“ genannt. 1977 wurde diese Studenten-Wohnanlage vom American Institute of Architects ausgezeichnet.